# Mourmelon-le-Grand
Mourmelon-le-Grand település Franciaországban, Marne megyében. Lakosainak száma 4984 fő (2022. január 1.). Mourmelon-le-Grand Baconnes, Bouy, Jonchery-sur-Suippe, Livry-Louvercy, Mourmelon-le-Petit, Saint-Hilaire-le-Grand és Vadenay községekkel határos.

## Népesség
A település népességének változása:
| Lakosok száma | 4224 | 3862 | 4240 | 5138 | 5339 | 5281 | 5085 | 5150 | 5163 | 4984 |
|               | 1968 | 1982 | 1990 | 2006 | 2013 | 2015 | 2017 | 2019 | 2020 | 2022 |